# Goudsnavelsaltator
De goudsnavelsaltator (Saltator aurantiirostris) is een zangvogel uit de familie Thraupidae (Tangaren).

## Verspreiding en leefgebied
Deze soort telt 6 ondersoorten:
- Saltator aurantiirostris iteratus: noordelijk Peru.
- Saltator aurantiirostris albociliaris: van centraal Peru tot noordelijk Chili.
- Saltator aurantiirostris hellmayri: westelijk, centraal en het zuidelijke deel van Centraal-Bolivia.
- Saltator aurantiirostris aurantiirostris: zuidelijk Bolivia, noordelijk Argentinië, Paraguay en zuidelijk Brazilië.
- Saltator aurantiirostris parkesi: zuidoostelijk Brazilië, Uruguay en oostelijk Argentinië.
- Saltator aurantiirostris nasica: het westelijk deel van Centraal-Argentinië.